# Suipacha (município)
Suipacha é um partido (município) da província de Buenos Aires, na Argentina. Possuía, de acordo com estimativa de 2019, 11.382 habitantes.